# Carl Schmidt (ingenjör)
Carl Sixtensson Schmidt (i riksdagen kallad Schmidt i Göteborg), född 21 december 1894 i Stockholm, död 13 maj 1989 i Göteborg, var en svensk maskiningenjör och politiker (folkpartist). 
Carl Schmidt, som var son till överste Sixten Schmidt, avlade civilingenjörexamen vid Kungliga tekniska högskolan 1919, var verksam vid AB Scania-Vabis 1919–1921 och var därefter verkställande direktör för AB Pentaverken 1923–1935. Han var överrevisor vid SJ 1938–1962 och vice verkställande direktör vid Jonsereds Fabrikers AB 1939–1942. Han hade också en rad styrelseuppdrag i näringslivet.
Schmidt var riksdagsledamot för Göteborgs stads valkrets 1949–1964, i andra kammaren 1949–1957 och därefter i första kammaren. I riksdagen var han hela tiden suppleant i bankoutskottet. Han engagerade sig främst i näringspolitik. Schmidt blev riddare av Vasaorden 1944 och av Nordstjärneorden 1947 samt kommendör av sistnämnda orden 1962.
Han gifte sig första gången 1919 med Elsa Helleberg (1888–1944) och var andra gången gift 1945–1952 med Birgit Lundmark (född 1907) samt gifte sig tredje gången 1952 med Annie Söderling (1898–1990). Han var i första giftet svärfar till kompositören och folklivsforskaren Ulf Peder Olrog. Schmidt är begravd på Östra kyrkogården i Göteborg.